# Нове Вижикі
Нове Вижикі (пол. Nowe Wyrzyki) — село в Польщі, у гміні Ломжа Ломжинського повіту Підляського воєводства.
Населення — 114 осіб (2011).
У 1975-1998 роках село належало до Ломжинського воєводства.

## Демографія
Демографічна структура станом на 31 березня 2011 року:
|          | Загалом | Допрацездатний вік | Працездатний вік | Постпрацездатний вік |
| -------- | ------- | ------------------ | ---------------- | -------------------- |
| Чоловіки | 56      | 12                 | 36               | 8                    |
| Жінки    | 58      | 15                 | 28               | 15                   |
| Разом    | 114     | 27                 | 64               | 23                   |